# Doleschalla papua
Doleschalla papua là một loài ruồi trong họ Tachinidae.